# Granaatwurger
Granaatwurgers zijn netten die ontwikkeld zijn door het Nederlandse TNO
. De netten moeten militaire posten beschermen tegen granaten. De netten zorgen ervoor dat het ontstekingsmechanisme in de neus van de granaat kapot wordt gemaakt, waardoor de explosieve lading erachter niet ontploft bij een inslag. De granaten kunnen nog wel schade aanrichten omdat ze met hoge snelheid doorvliegen, maar het is dan niet meer dan een dure dartpijl.